# François Delsarte
Pour les articles homonymes, voir Delsarte.
François-Alexandre-Nicolas-Chéri Delsarte est un chanteur, pédagogue et théoricien du mouvement français, né à Solesmes le 19 novembre 1811 et mort à Paris le 20 juillet 1871. Il est le frère aîné de la mère de Georges Bizet, Aimée Delsarte (1815-1861). Ses enseignements ont joué un rôle important dans l'émergence de la danse moderne et de la gymnastique, particulièrement en Allemagne (sous l'impulsion d'Émile Jaques-Dalcroze) et aux États-Unis. 

## Sa vie et son influence
François-Alexandre-Nicolas-Chéri Delsarte naît le 19 novembre 1811 à Solesmes (Nord),.
Élève au Conservatoire de Paris, puis ténor à l'Opéra-Comique, Delsarte composa plusieurs mélodies et romances, et publia Les Archives du chant, compilations de pièces vocales du VIIIe siècle au XVIIIe siècle arrangées pour piano, qui eurent une grande notoriété jusqu'au début du XXe siècle. Mais sa postérité ne s'est pas faite, pour l'essentiel, dans le domaine de la musique.
François Delsarte perdit rapidement sa voix, ce qui l'obligea à une rééducation basée sur ses observations, qui déboucha sur une pédagogie expérimentale et un travail vocal, oratoire et gestuel précis. Il fut notamment le professeur de chant de Léonard Hermann-Léon, le premier Méphistophélès de La Damnation de Faust de Hector Berlioz.
Ses enseignements jouèrent un rôle déterminant dans l’émergence de la danse moderne, et sont plus généralement considérés comme l’une des sources de la modernité des arts du spectacle vivant. Travail pratique et réflexion esthétique ont amené François Delsarte à envisager phénomènes expressifs, acte artistique et corps humain comme intimement intégrés dans une dimension spirituelle et métaphysique, associant chez lui théologie catholique et pensée ésotérique antique et médiévale. La Trinité (Père, Fils et Saint-Esprit) et la notion de correspondances universelles (« Tout ce qui est en haut est en bas, tout ce qui est en bas est en haut ») structurent ses enseignements, qui proposent d’incarner ces données métaphysiques dans un travail expressif.

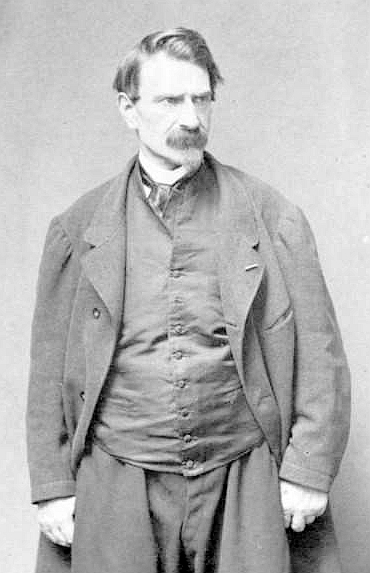
François Delsarte en 1864.

La renommée de François Delsarte, d’abord française et européenne, finit par être internationale. Cela est en partie dû à sa notoriété posthume aux États-Unis, où son « disciple » le dramaturge américain Steele MacKaye (1842-1894) rapporta ses idées et où se développa dans les dernières décennies du XIXe siècle une véritable « Delsartemania », donnant naissance à un mouvement important dans l’histoire de la culture américaine, le delsartisme. L'élève de MacKaye, Genevieve Stebbins, publia en 1885 un livre intitulé The Delsarte System of Expression, qui remporta un très grand succès. Le travail de Delsarte inspira les danseurs Isadora Duncan, ainsi que Ruth Saint Denis et son époux Ted Shawn. Rudolf Laban et Frederick Matthias Alexander l'étudièrent également avant de développer leurs propres méthodes.
Du fait d’une transmission d’origine essentiellement orale, de la dispersion des archives delsartiennes de part et d’autre de l’Atlantique et de la perte d’une partie d’entre elles, la connaissance précise des enseignements de Desarte est aujourd'hui malaisée. Les rares publications d’élèves ou d’héritiers ont parfois amené des éléments de caricature d’un travail complexe. Deux travaux scientifiques à ce jour se sont appuyés sur les manuscrits de Delsarte, dont une partie des contenus a été rendue accessible grâce à la publication de la première anthologie de certains de ses textes dans leur version française originale, en 1992. Parmi ces travaux scientifiques, la première thèse en français et en France sur Delsarte a été soutenue en 2009, alors qu’il existe des études sur ces thèmes depuis les années 1930 aux États-Unis, et que la première étude scientifique basée sur les documents originaux de Delsarte est italienne. Cette thèse française a mis au jour des données inédites, tant biographiques que concernant les sources théoriques de Delsarte, en particulier l’importance centrale chez lui de l’anthropologie et de la théologie de Thomas d'Aquin. Elle a apporté également un éclairage renouvelé concernant l’approche delsartienne du mouvement, tant d’un point de vue théorique que pratique, et a avancé des éléments permettant de mieux connaître, au-delà des caricatures et des polémiques ayant existé sur ce point, l’entraînement corporel élaboré par Delsarte conçu dans le cadre d’une pédagogie du chant et de la parole articulée. Cette pédagogie était fondamentalement orientée vers le geste et le mouvement et privilégiait la traduction expressive des mouvements de l’âme, ainsi que la notion de qualité associée à l’idée d'union des contraires (« allier force et suavité »). Elle s’inscrivait dans une dynamique de spiritualisation de l’être humain.

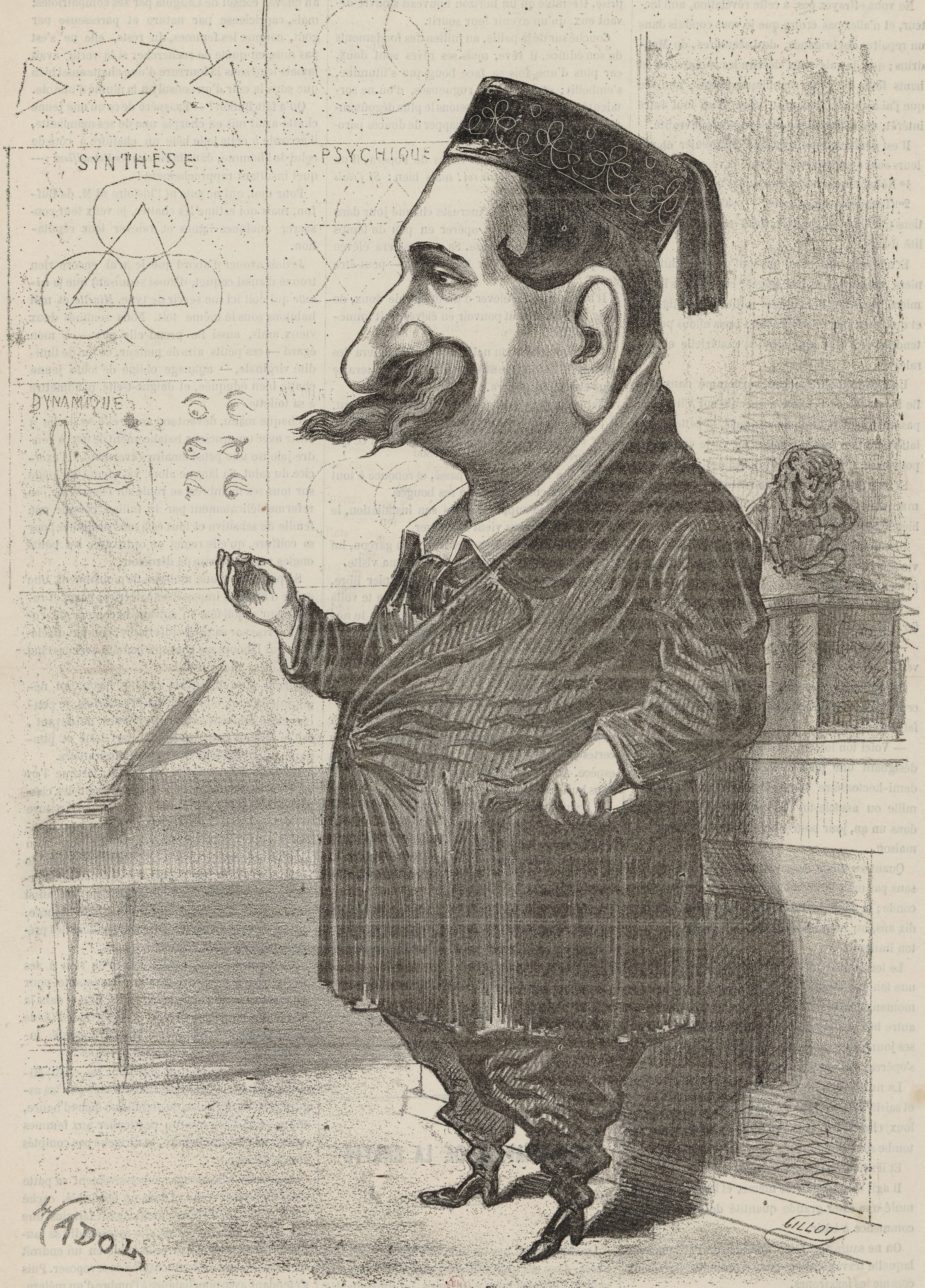
François Delsarte enseignant.
Caricature de Paul Hadol en 1861.

## Distinctions
- Chevalier de la Légion d'honneur (décret du 9 août 1870)